# Leonard Peterson (Tonmeister)
Leonard S. Peterson (geb. vor 1975) ist ein Tonmeister.

## Leben
Peterson begann seine Karriere Mitte der 1970er Jahre und hatte sein Filmbedüt 1975 mit dem John-Wayne-Western Mit Dynamit und frommen Sprüchen von Stuart Millar. 1976 war er für Robert Wises Katastrophenfilm Die Hindenburg gemeinsam mit John L. Mack, John A. Bolger Jr. und Don Sharpless für den Oscar in der Kategorie Bester Ton nominiert, der Preis ging in diesem Jahr jedoch an Steven Spielbergs Horrorfilm Der weiße Hai.
Peterson war ab Ende der 1970er Jahre nur noch an kleineren, beziehungsweise B-Movie-Produktionen beteiligt. Eine Ausnahme hiervon stellte Blake Edwards’ Satire S.O.B. – Hollywoods letzter Heuler dar, die jedoch ein Flop war. Neben seiner Arbeit an Spielfilmen auch an einigen wenigen Fernsehproduktionen tätig, darunter die Miniserie Roots. Für diese war er 1977 für den Primetime Emmy nominiert.

## Filmografie (Auswahl)
- 1975: Mit Dynamit und frommen Sprüchen (Rooster Cogburn)
- 1975: Die Hindenburg (The Hindenburg)
- 1976: Schlacht um Midway (Midway)
- 1981: Gehirnwäsche (Circle of Power)
- 1981: S.O.B. – Hollywoods letzter Heuler (S.O.B.)
- 1983: Zwei Superflaschen räumen auf (The Adventures of Bob & Doug McKenzie: Strange Brew)
- 1982: Kalte Wut (Forced Vengeance)
- 1984: Der Exterminator – 2. Teil (Exterminator 2)
- 1984: Zoff in der Hoover-Academy (Making the Grade)
- 1992: Baby von der Bank (Frozen Assets)

## Auszeichnungen (Auswahl)
- 1976: Oscar-Nominierung in der Kategorie Bester Ton für Die Hindenburg